# Harald Nicolai Storm Wergeland
Harald Nicolai Storm Wergeland (27. maj 1814 i Bergen – 12. oktober 1893 i Kristiania) var en norsk officer, statsråd og forfatter. 
Wergeland kom som barn i huset hos morbroderen, provst Nicolai Wergeland, hvis navn han tog, blev officer 1831, var fra 1840—45 ansat i opmålingens tjeneste, deltog 1846 i oprydningen af den norsk-russiske grænse og indehavde den følgende tid en række hverv — blandt andet som lærer i artilleri ved Krigsskolen og den militære Højskole — indtil han 1857 blev chef for Generalstaben. 
1859 blev han generalmajor og var 1860—68 statsråd og chef for Armédepartementet. Han var derefter chef for 2. Akershusiske Infanteribrigade og kommandant på Akershus, udnævntes til generalløjtnant 1875, generalfelttøjmester og chef for Artilleribrigaden 1879 og tog fra samtlige militære stillinger afsked 1890; 3 år forud var han afskediget som kommandant på Akershus.
Wergeland var en mangesidig militær og i besiddelse af megen videnskabelig dannelse. I årenes løb udfoldede han en betydelig litterær produktion såvel om militære sager som om bygningsspørgsmål, jagt og fiskeri. Særlig interesse viste han småfuglenes fredning, ferskvandsfiskeriernes opkomst og østersavlens fremme.